# والت ویتمن
والت ویتمن (به انگلیسی: Walt Whitman) (‏زادهٔ ۳۱ مه ۱۸۱۹ – درگذشتهٔ ۲۶ مارس ۱۸۹۲)، شاعر مدرن و روزنامه‌نگار آمریکایی بود که او را پدیدآورنده شعر آزاد آمریکا می‌دانند.

## زندگی
والت ویتمن در ۳۱ مه ۱۸۱۹ در خانواده‌ای پرجمعیت در وست هیلز، هانینگتون به دنیا آمد. در ۱۲ سالگی، پس از ترک تحصیل، به کار در چاپخانه و مطالعهٔ آثار ادبی از هومر و ویلیام شکسپیر تا تورات پرداخت. او تا ۱۷ سالگی در نیویورک به عنوان متصدی چاپ کار کرد و با هنر و ادبیات جدید آشنا شد. پس از مدتی معلمی، در زادگاه خود، از سال ۱۸۴۱ به روزنامه‌نگاری حرفه‌ای پرداخت و این شغل را با وقفه‌هایی تا آخر عمر ادامه داد.

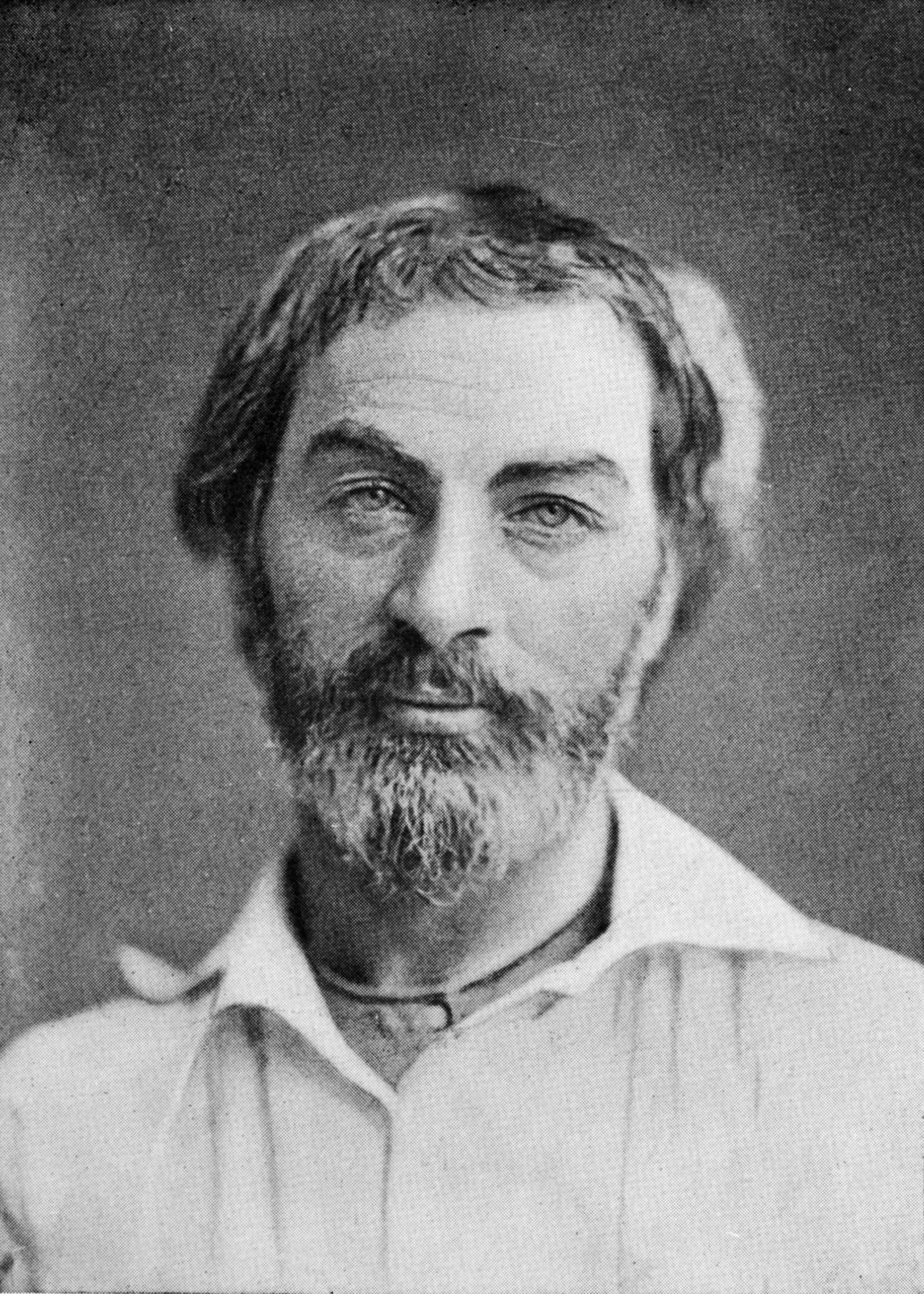
در ۳۶ سالگی

روزنامهٔ لانگ آیلَندر (Long Islander) که ویتمن مؤسس آن است، هنوز چاپ می‌شود. او به عنوان طرفدار دموکراسی و آزادی به مبارزهٔ سیاسی می‌پرداخت که به علت عضویت در حزب خاک آزاد در سال ۱۸۴۸ سرویراستاری مجلهٔ «دیلی ایگل» بروکلین را از دست داد. پس از مدتی روزنامه‌نگاری در نیواورلئان به بروکلین بازگشت؛ روزنامهٔ آزادی‌خواه «بروکلین فریدوم» را تأسیس کرد و شروع به توسعهٔ شیوهٔ خاص خود در شعر نمود. تا اینکه در سال (۱۸۵۵) نخستین دفتر شعر خود را با عنوان برگهای علف شامل ۱۲ شعر بدون عنوان و یک مقدمهٔ تاریخی، منتشر کرد. او خود جلد کتاب را طراحی، حروف‌چینی و با هزینهٔ شخصی چاپ کرد.

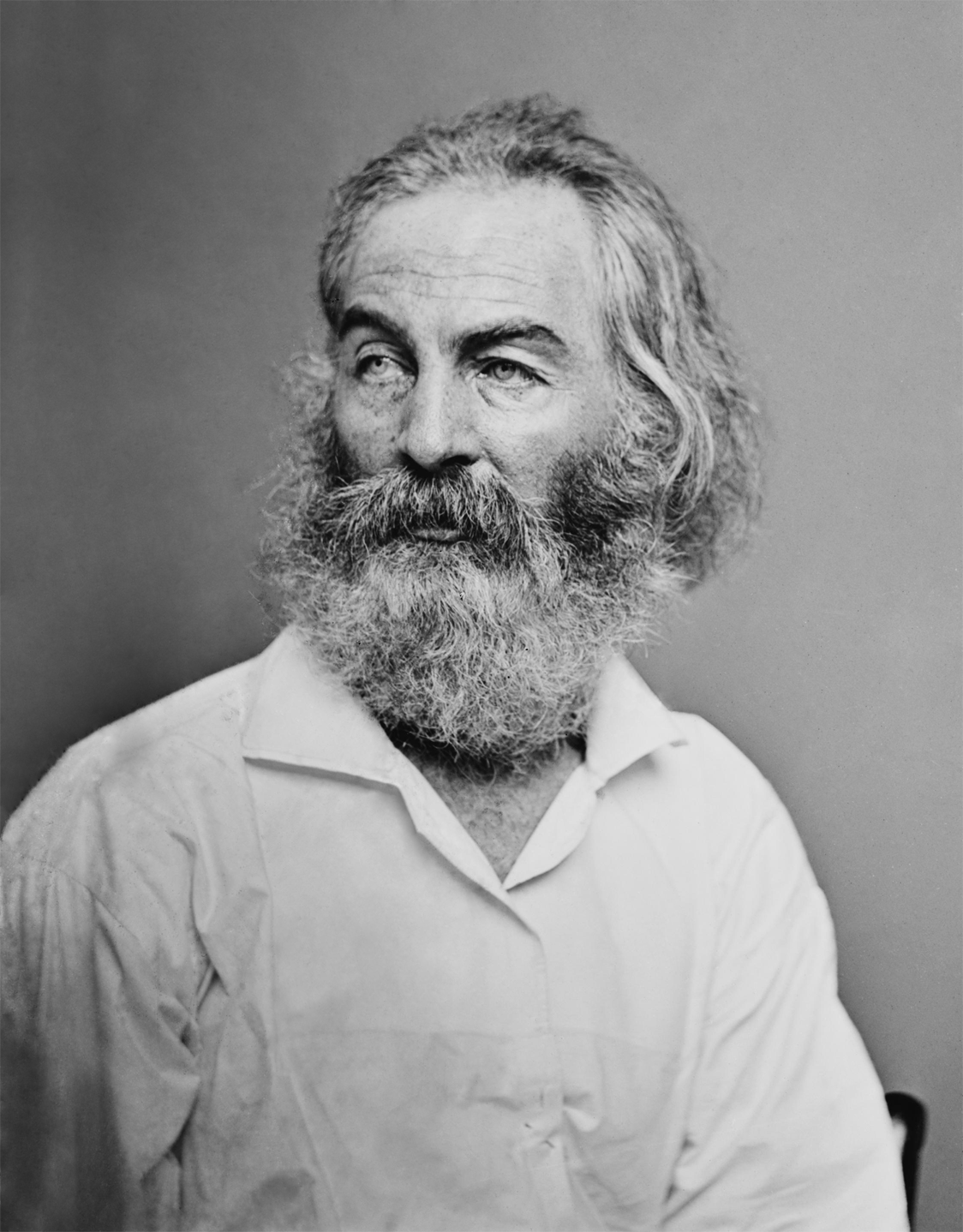
والت ویتمن

ویتمن ویرایش دوم برگ‌های علف را در سال ۱۸۵۶ منتشر کرد که شامل ۳۳ شعر و نامه‌ای از رالف والدو امرسون (که بر ویرایش اول کتاب نوشته بود) و درآمدی طولانی از ویتمن در پاسخ امرسون بود. او ویرایش و تکمیل این کتاب را تا آخر عمر ادامه داد و نسخه‌های مختلفی از آن به چاپ رساند. آخرین ویرایش برگ‌های علف معروف به «ویرایش بستر مرگ» که او در سال ۱۸۹۲ پیش از مرگ منتشر کرد، کتابی بزرگ با ۳۸۳ شعر است که در ۱۴ فصل تنظیم شده‌است و فصل‌ها عنوان «کتاب ۱» تا «کتاب ۱۴» را دارند.
در زمان جنگ داخلی، ویتمن به نیویورک و سپس برای کمک به برادر مجروحش به واشینگتن رفت. با مشاهده تعداد بی‌شمار مجروحان جنگی به کار در بیمارستان و رسیدگی به مجروحان پرداخت و یازده سال آنجا ماند. در ۱۸۷۰ به دیدار مادر پیرش در نیوجرسی رفت و تا آخر عمر همان‌جا ماندگار شد که تا سال ۱۸۸۲ در خانهٔ برادرش و بعد از آن در خانهٔ خود زندگی می‌کرد. در سال (۱۸۹۱) کتاب خداحافظ خیال من را چاپ کرد و همواره به بازبینی برگ‌های علف مشغول بود، تا در سال ۱۸۹۲ در مقبره‌ای که پیش از مرگش ساخته بود به خاک سپرده شد.

## برگ‌های علف

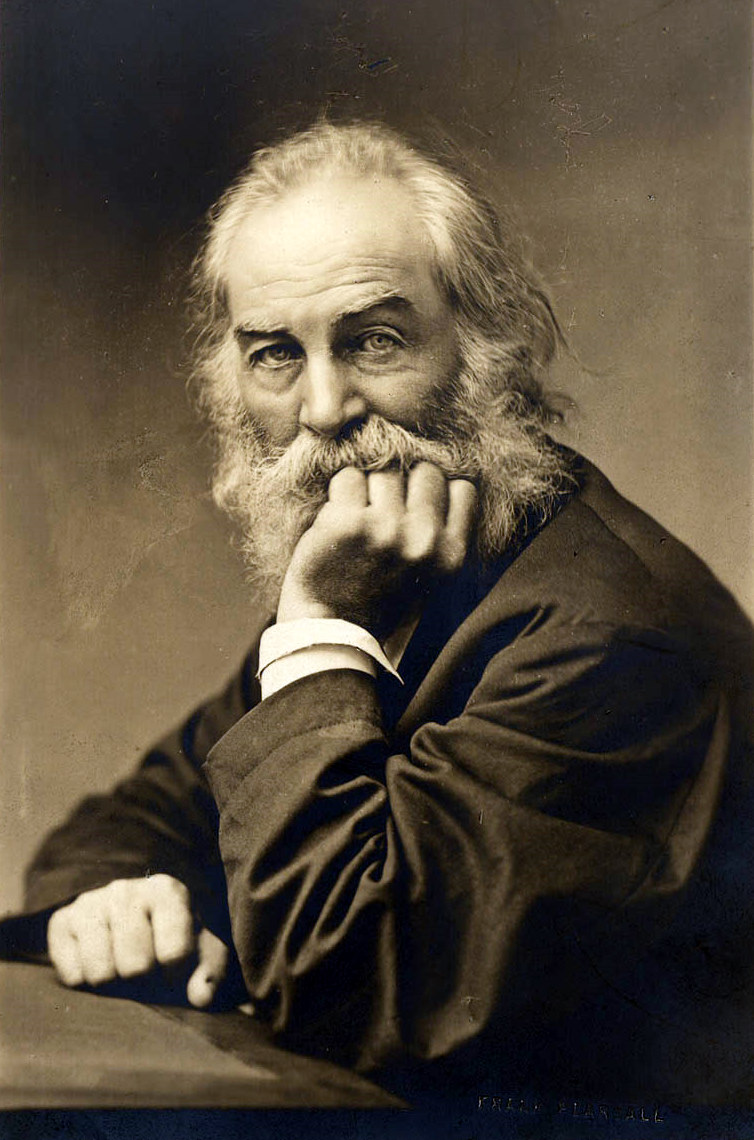
والت ویتمن

این کتاب را می‌توان بزرگ‌ترین کتاب شعر آمریکا دانست. کتابی که ویتمن پس از چاپ اول، ۳۷ سال آن را ویرایش کرد تا قاموس شعر مدرن آمریکا را بسازد. جان باروز، طبیعی دان و مقاله‌نویس مشهوری است که شهرت عمده‌اش را از تأثیر بر ناتورالیسم ادبی دارد. وی مقدمه‌ای برچاپ برگهای علف نوشته که این کتاب را «بی‌پرواترین و جنجال‌برانگیزترین اثر در ادبیات آمریکا» معرفی می‌کند. ویتمن پس از اولین چاپ برگ‌های علف، نسخه‌ای از آن را برای امرسون فرستاد و او نامهٔ تحسین آمیزی در پاسخ نوشت که در مقدمهٔ ویرایش دوم کتاب چاپ شد و تأثیر مناسبی بر فروش آن داشت. امرسون در این نامه برگ‌های علف را با جملهٔ «فوق‌العاده‌ترین قطعهٔ هوش و فرزانگی که آمریکا تاکنون پدیدآورده‌است» تحسین می‌کند.

## آثار

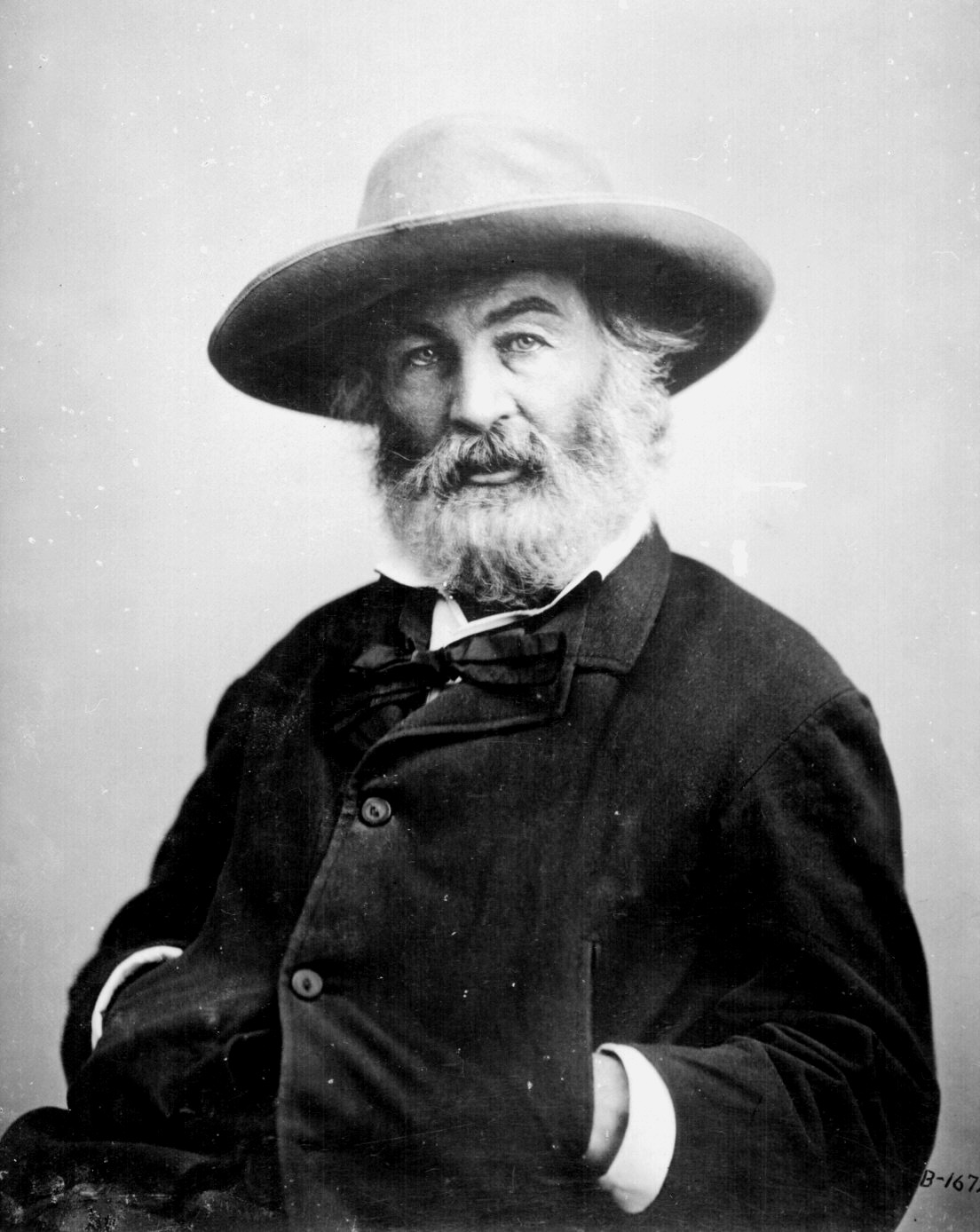
والت ویتمن

### کتاب شعر
- فرانکلین ایوانز (۱۸۴۲)
- برگ‌های علف (۱۸۵۵، ویرایش دوم: ۱۸۵۶)
- ضربه‌های طبل (۱۸۶۵)
- چشم‌انداز دمکراسی (دورنمای آزادی) (۱۸۷۱)
- روزهای نمونه (۱۸۸۱)
- خداحافظ، خیال من (۱۸۹۱)
- ای ناخدا، ناخدای من
- همیشه مست

### روزنامه
- بروکلین فریدوم

### فیلم
والت ویتمن شاعر در فیلمی ایفای نقش نکرده‌است و بازیگر فیلم صامت سه تفنگدار فردی دیگر می‌باشد. سه تفنگدار (فیلم ۱۹۲۱)